# Jerry Stubbs
Jerry Stubbs, né le 13 septembre 1952, est un catcheur américain.